# فهرست خورشیدگرفتگی‌های دوران باستان
این فهرست، حاوی برخی از مهم‌ترین خورشیدگرفتگی‌های دوران باستان است.
| تاریخ خورشیدگرفتگی | زمان (ساعت هماهنگ جهانی) | زمان (ساعت هماهنگ جهانی) | زمان (ساعت هماهنگ جهانی) | نوع    | مدت                 | مسیر گرفتگی                          | یادداشت‌ها                                                                  |
| تاریخ خورشیدگرفتگی | آغاز                     | میانه                    | پایان                    | نوع    | مدت                 | مسیر گرفتگی                          | یادداشت‌ها                                                                  |
| ------------------ | ------------------------ | ------------------------ | ------------------------ | ------ | ------------------- | ------------------------------------ | -------------------------------------------------------------------------- |
| ۱۰ می ۱۵۳۳ پ. م    | -                        | ۶:۱۲                     | -                        | کامل   | ۰۶ دقیقه و ۱۲       | -                                    | منتسب به یک خورشیدگرفتگی اشاره‌شده در سفر پیدایش                            |
| ۲۴ ژوئن ۱۳۱۲ پ. م  | -                        | ۱۰:۴۴                    | -                        | کامل   | ۴ دقیقه و ۳۳ ثانیه  | آناتولی                              | خورشیدگرفتگی مورسیلی                                                       |
| ۱۶ آوریل ۱۱۷۸ پ. م | -                        | ۱۷:۵۷                    | -                        | کامل   | ۰۴ دقیقه و ۳۳ ثانیه | -                                    | منتسب به زمان بازگشت اودیسئوس از جنگ                                       |
| ۲۱ آوریل ۸۹۹ پ. م  | -                        | ۴:۵۳                     | -                        | حلقه‌ای | ۰۳ دقیقه و ۰۴ ثانیه | چین                                  | روی‌داده در اولین سال پادشاهی en:King Yi of Zhou (Jian) در چین              |
| ۱۵ ژوئن ۷۶۳ پ. م   | -                        | ۰۸:۲۳                    | -                        | کامل   | ۴ دقیقه و ۵۹ ثانیه  |                                      |                                                                            |
| ۶ آوریل ۶۴۸ پ. م   | -                        | ۱۳:۵۳                    | -                        | کامل   | ۰۵ دقیقه و ۰۲       |                                      | ثبت‌شده توسط آرچیلاکس، شاعر یونانی                                          |
| ۱۸ مه ۶۰۳ پ. م     | -                        | -                        | -                        | کامل   |                     | شمال آفریقا، آسیای مرکزی و خاورمیانه |                                                                            |
| ۲۸ مه ۵۸۵ پ. م     | -                        | ۱۴:۲۸                    | -                        | کامل   | ۶ دقیقه و ۵ ثانیه   |                                      | در خلال نبرد هالیس اتفاق افتاد و تالس نیز آن را پیش‌بینی کرد.               |
| ۱۹ مه ۵۵۷ پ. م     | -                        | ۱۷:۵۱                    | -                        | کامل   | ۰۲ دقیقه و ۲۲ ثانیه | لاریسا                               | همزمان با نبرد لاریسا در امپراتوری روم شرقی                                |
| ۱۷ فوریه ۴۷۸ پ. م  | -                        | -                        | -                        | کامل   |                     | یونان                                | گرفتگی در اول ماه مارس، پیش از حملهٔ خشایارشا به یونان رخ داد.              |
| ۳ اوت ۴۳۰ پ. م     | -                        | -                        | -                        | کامل   |                     | یونان، دریای مدیترانه                | همزمان با جنگ پلوپونز                                                      |
| ۲۱ مارس ۴۲۴ پ. م   | -                        | ۰۴ دقیقه و ۳۹ ثانیه      | -                        | حلقه‌ای | ۱۲:۱۸               | مدیترانه                             | هشتمین سال جنگ پلوپونز                                                     |
| ۱ مارس ۳۵۷ پ. م    | -                        | -                        | -                        | کامل   |                     |                                      | گرفتگی کامل در اورشلیم.                                                    |
| ۴ ژوئیه ۳۳۶ پ. م   | -                        | -                        | -                        | کامل   |                     |                                      | گرفتگی کامل در اورشلیم.                                                    |
| ۲ آوریل ۳۰۳ پ. م   | -                        | -                        | -                        | کامل   |                     |                                      | گرفتگی کامل در اورشلیم.                                                    |
| ۱۴ مارس ۱۹۰ پ. م   | -                        | -                        | -                        | کامل   |                     |                                      | گرفتگی کامل در کی‌یف، اوکراین.                                              |
| ۱۷ ژوئیه ۱۸۸ پ. م  | -                        | -                        | -                        | کامل   |                     |                                      | گرفتگی کامل در کی‌یف، اوکراین.                                              |
| ۱۹ اکتبر ۱۸۳ پ. م  | -                        | -                        | -                        | کامل   |                     |                                      | گرفتگی کامل در کی‌یف، اوکراین.                                              |
| ۱۹ ژوئیه ۴۱۸       | -                        | -                        | -                        | کامل   |                     |                                      | گرفتگی کامل در پرتغال که توسط هیداتیوس گزارش شده بود.                      |
| ۲۳ دسامبر ۴۴۷      | -                        | -                        | -                        | کامل   |                     |                                      | گرفتگی کامل در پرتغال که توسط هیداتیوس گزارش شده بود.                      |
| ۲۷ ژانویه ۶۳۲      | -                        | -                        | -                        | کامل   |                     |                                      | وقوع آن در مدینه همزمان با روز تدفین ابراهیم بن محمد در تاریخ ثبت شده است. |

## طولانی‌ترین گرفتگی‌های کامل
| تاریخ خورشیدگرفتگی | مدت                 | یادداشت‌ها                                  |
| ------------------ | ------------------- | ------------------------------------------ |
| ۷ آوریل ۳۷۳۶ پ. م  | ۱۲ دقیقه و ۰۷ ثانیه | بین ۴۰۰۰ پیش از میلاد تا ۳۰۰۱ پیش از میلاد |
| ۱۷ مه ۲۲۳۱ پ. م    | ۰۷ دقیقه و ۲۱ ثانیه | بین ۳۰۰۰ پیش از میلاد تا ۲۰۰۱ پیش از میلاد |
| ۳ ژوئیه ۱۴۴۳ پ. م  | ۰۷ دقیقه و ۰۵ ثانیه | بین ۲۰۰۰ پیش از میلاد تا ۱۰۰۱ پیش از میلاد |
| ۱۵ ژوئن ۷۴۴ پ. م   | ۰۷ دقیقه و ۲۸ ثانیه | بین ۱۰۰۰ پیش از میلاد تا ۱ پیش از میلاد    |
| ۲۷ ژوئن ۳۶۳ پ. م   | ۰۷ دقیقه و ۲۴ ثانیه | بین سال ۱ میلادی تا ۱۰۰۰ میلادی            |
| ۹ ژوئن ۱۰۶۲ پ. م   | ۰۷ دقیقه و ۲۰ ثانیه | بین ۱۰۰۱ میلادی تا ۲۰۰۰ میلادی             |

## طولانی‌ترین گرفتگی‌های حلقوی
| تاریخ خورشیدگرفتگی  | مدت                 | یادداشت‌ها                                  |
| ------------------- | ------------------- | ------------------------------------------ |
| ۲۴ نوامبر ۳۱۲۵ پ. م | ۱۱ دقیقه و ۳۶ ثانیه | بین ۴۰۰۰ پیش از میلاد تا ۳۰۰۱ پیش از میلاد |
| ۱۶ دسامبر ۲۰۰۱ پ. م | ۱۱ دقیقه و ۳۶ ثانیه | بین ۳۰۰۰ پیش از میلاد تا ۲۰۰۱ پیش از میلاد |
| ۱۲ دسامبر ۱۶۵۶ پ. م | ۱۲ دقیقه و ۰۷ ثانیه | بین ۲۰۰۰ پیش از میلاد تا ۱۰۰۱ پیش از میلاد |
| ۲۲ دسامبر ۱۷۸ پ. م  | ۱۲ دقیقه و ۰۸ ثانیه | بین ۱۰۰۰ پیش از میلاد تا ۱ پیش از میلاد    |
| ۷ دسامبر ۱۵۰ میلادی | ۱۲ دقیقه و ۲۳ ثانیه | بین ۴۰۰۰ پیش از میلاد تا ۷۰۰۰ میلادی       |